# Packard G
Packard G – samochód marki Packard produkowany w roku 1902. Pomimo że zbudowano tylko cztery egzemplarze tego modelu, to był ważnym osiągnięciem firmy. Na jego bazie powstał model K, który ustabilizował renomę firmy w początkowym okresie jej istnienia. Dzięki temu przemianowano nazwę przedsiębiorstwa z Ohio Automobile Company na Packard Motor Car Co. oraz przeniesiono siedzibę z Warren do Detroit.
Budowano go w wersji Surrey oraz Tonneau Roadster z dwoma rzędami siedzeń dla 4 bądź 8 pasażerów.